# کاردیب
کاردیب (به لاتین: Kardib) یک منطقهٔ مسکونی در روسیه است که در داغستان واقع شده‌است.